# Michael Johannes Marmann
Michael Johannes Marmann ISch (* 16. September 1937 in Berlin; † 26. Februar 2019 in Schönstatt) war ein deutscher römisch-katholischer Ordenspriester. Er war von 1990 bis 2003 Generaloberer des Säkularinstituts der Schönstatt-Patres und damit zugleich Vorsitzender des Generalpräsidiums der internationalen Schönstattbewegung.

## Leben
Michael Johannes Marmann studierte in Bonn und München Katholische Theologie und empfing am 12. Juli 1963 durch Joseph Kardinal Frings im Kölner Dom das Sakrament der Priesterweihe für das Erzbistum Köln.
Nach einer Begegnung mit dem Gründer der Schönstatt-Bewegung, Josef Kentenich, trat er dem Institut der Schönstatt-Patres bei. In der Gemeinschaft war er zunächst von 1972 bis 1975 geistlicher Begleiter der Mädchengemeinschaft der Schönstattbewegung. Nach weiteren Studien in Tübingen und Regensburg wurde er 1973 bei Joseph Ratzinger zum Dr. theol. promoviert. Er übernahm innerhalb der Schönstattbewegung Aufgaben in der Begleitung verschiedener Gemeinschaften der Bewegung. Von 1983 bis 1991 leitete er die Apostolische Bewegung von Schönstatt in Deutschland.
1990 wurde er vom Generalkapitel der Schönstatt-Patres für eine Amtszeit von 12 Jahren zum Generaloberen gewählt. Seine Amtszeit war besonders von seinem Einsatz für die Einheit innerhalb der Schönstattbewegung und von seinem ökumenischen Engagement geprägt. So gehörte er zu den Gründerfiguren des Netzwerks Miteinander für Europa. Nach dem Ende seiner Amtszeit war er von 2004 bis 2008 als priesterlicher Mitarbeiter der Familienbewegung und von 2006 bis 2010 als Leiter des Studentats seiner Gemeinschaft in München tätig. Von 2010 bis 2016 war er Rektor der Anbetungsgemeinschaft der Schönstatt-Patres auf Berg Sion, wo er seit 2013 auch Rector eccesiae des Urheiligtums der Bewegung war. Seit 2016 lebte er in München und kam Anfang 2019 nach Schönstatt zurück, nachdem bei ihm eine schwere Erkrankung festgestellt worden war. Sein Grab befindet sich auf dem Friedhof der Schönstatt-Patres auf Berg Sion.

## Veröffentlichungen
- Josef Kentenich: Vollkommene Lebensfreude. Priesterexerzitien (Bearbeiter), Vallendar-Schönstatt 1984, ISBN 978-3-87620-096-5
- Praeambula ad gratiam. Ideengeschichtliche Untersuchung über die Entstehung des Axioms gratia praesupponit naturam, Saarbrücken 2018, ISBN 978-620-2-44261-9